# Acipenser sturio
El esturión común (Acipenser sturio) es una especie de pez acipenseriforme de la familia Acipenseridae, quizás la especie más representativa del género Acipenser.
La longitud máxima que se ha descrito fue de un macho que alcanzó los 5 metros, y el peso máximo fue de 400 kg.

## Descripción
Es una especie de gran talla que puede alcanzar los 350 cm de longitud total y 300 kg, pudiendo vivir hasta un centenar de años. El cuerpo es alargado de sección pentagonal y con una aleta caudal heterocerca. No presenta escamas y el cuerpo está cubierto con pequeños dentículos y cinco filas de placas óseas (10 a 15 placas dorsales, 29 a 38 placas laterales y 10 a 12 placas ventrales). Presenta cuatro barbillas y un hocico muy prominente. El dorso es marrón o gris oscuro más pálido sobre los costados y el vientre blanco.[cita requerida]

## Hábitat y ecología
Especie anádroma que pasa la mayor parte de su vida en el mar pero se reproduce en las aguas dulces. El esturión vive en el fondo a unas profundidades de 5 a 60 metros. Se alimenta principalmente de invertebrados incluyendo pequeños crustáceos, gusanos y moluscos. Los juveniles migran hacia las desembocaduras de los ríos a los 4 o 5 meses después del nacimiento y permanecen en los estuarios más de un año.

## Distribución
Antiguamente el área de distribución se extendía por los ríos de toda Europa, desde Escandinavia hasta el Mar Negro, pero en la actualidad las únicas poblaciones abundantes en estado salvaje se encuentran restringidas a la cuenca de los ríos Garona, Dordoña y Gironde. En toda Francia se estima que no hay más que unos pocos miles de individuos.
En la península ibérica seguía presentándose con regularidad en los ríos Tajo, Ebro y Guadalquivir en el siglo XIX y se comercializaba en los mercados de Lisboa, Tortosa y Sevilla. También se cita en los ríos Miño, Duero, Guadiana, Júcar y Turia. En el Guadalquivir es en el que ha sobrevivido más tiempo. De hecho, la última explotación industrial de esta especie, en Coria del Río, se cerró en 1970. La última hembra conocida en este río se capturó en el año 1992 tras muchos años sin ningún registro. Su proceso de rarefacción, que termina en la total extinción, comienza muchos siglos antes. El siguiente pasaje de la vida de San Juan de la Cruz, hacia el año 1551, muestra lo excepcional que debía ser ya este pez en las aguas de la España interior en esa época:

...a la dicha villa de Medina del Campo, a la entrada della, de una laguna de agua o del río Zapardiel (no se acuerda este testigo bien cuál de las dos partes fue), salió un pez de extraordinaria grandeza, como una ballena y más, y con la boca cubierta, bien como que acometía al dicho venerable padre, que era niño, para tragárselo; y el niño, temeroso, se encomendó a Dios, y desapareció el pez. Al cual vio el dicho Francisco de Yepes y se espantó de ver una cosa tan monstruosa... Y ansí se lo contaba a este testigo como cosa extraordinaria.

Desde diciembre de 2024 en las Tierras del Ebro se están llevando a cabo nuevas reintroducciones, más allá del proyecto LIFE-MigratoEbre que permitió mejorar la conectividad ecológica del tramo final del río Ebro y una primera reintroducción de la especie. 

### ProyectoLIFE- MigratoEbre
- Rampa de peces en el azud de la Central nuclear de Ascó, de 40 metros de largo y 8 de ancho (entró en funcionamiento en septiembre de 2017).
- Embalse de Flix (pendiente)
- Rampa del Azud de Cherta (2024)[9]
- 1.ª reintroducción de 44 ejemplares (21 de diciembre de 2023)[10]
- 2.ª reintroducción de 50 ejemplares (11 de diciembre de 2024)

## Reproducción
La reproducción se realiza desde mayo a finales de junio. Los machos maduran sexualmente a los 8-12 años y las hembras a los 13-16 años. Los individuos adultos no se alimentan durante la época de reproducción. El número de huevos suele oscilar entre 300 mil y 2 millones. El desarrollo de los huevos dura alrededor de un mes a 17 °C de temperatura.

## Amenazas
- Sobre la especie: La principal amenaza son las capturas accidentales sobre la especie.

- Sobre el hábitat: Las principales causas del declive han sido la regulación de los cauces, la disminución de los caudales, la construcción de presas, la contaminación y la extracción de áridos en las zonas de frezaderos. La construcción de la presa de Alcalá del Río aguas arriba de Sevilla en 1930 impidió el paso de los esturiones a gran parte de sus frezaderos habituales.

### Legislaciones y convenios
- Legislación Española

Figura como de "especial interés" en el Catálogo Nacional de Especies Amenazadas, Real Decreto 439/90
- Legislación autonómica española

Catalogada como D en el Anejo II de las especies protegidas de fauna salvaje autóctona, ley 3/88 de protección de animales de Cataluña.
- Convenios internacionales

En el Anejo II del Convenio de Berna 82/72. Figura en el Reglamento CITES (3626/82/CE) y su ampliación Reglamento (3646/83/CE) como especie "I".
- Directivas Europeas

Anejos II y IV de la Directiva de Hábitats (43/92 CEE) del 21 de mayo de 1992.
- Libros rojos

Citada como "En Peligro" en el Libro Rojo de los Vertebrados Españoles.